# Mecillinam

Formule topologique de la Mecillinam.

Mecillinam est une amidinopénicilline qui agit surtout sur les bactéries à Gram négatif de la famille des entérobactéries. Elle est utilisée dans le traitement des infections urinaires à germes sensibles.

## Spectre d'activité antibactérienne
Espèces sensibles :
- Les entérobactéries : Escherichia coli, Klebsiella, Citrobacter koseri,Citrobacter freundii, Enterobacter, Morganella morganii, Proteus mirabilis, Proteus rettgeri, Proteus vulgaris, Providencia, Serratia.

Espèces résistantes :
- Acinetobacter sp, Pseudomonas sp, Stenotrophomonas sp.